# Benson (Arizona)
Benson é uma cidade localizada no estado americano do Arizona, no condado de Cochise. Foi incorporada em 1924.

## Geografia
De acordo com o United States Census Bureau, a cidade tem uma área de 107,4 km², onde 107,2 km² estão cobertos por terra e 0,2 km² por água.

### Localidades na vizinhança
O diagrama seguinte representa as localidades num raio de 40 km ao redor de Benson. 

## Demografia
Segundo o censo nacional de 2010, a sua população é de 5 105 habitantes e sua densidade populacional é de 47,6 hab/km². Possui 2 941 residências, que resulta em uma densidade de 27,4 residências/km².